# Mariko Mori
Mariko Mori (japonsky 森 万里子, Mori Mariko; * 21. února 1967 Tokio) je japonská multimediální umělkyně pracující s videem, fotografií, počítačovými technologiemi, sochařstvím a instalacemi.  Ve svých dílech spojuje počítačovou grafiku v reálném čase, technologii mozkových vln, zvuky a nejmodernější architektonické inženýrství k vytvoření dynamického interaktivního zážitku.  Hledá průsečík mezi uměním a vědou, antikou a modernou, Východem a Západem. 

## Život
Mariko Mori se narodila v Tokiu do dobře situované rodiny. Otec byl technik, matka historička evropského umění.  
Při studiu módního návrhářství na Bunka Fashion College na konci 80. let působila jako modelka. To výrazně ovlivnilo její raná díla, jako jsou Hraj si se mnou, ve kterých přebírá kontrolu sama nad svou rolí. Vznikají obrazy exotické, s neznámou bytostí v každodenních výjevech. V roce 1989 se přestěhovala do Londýna studovat umění na  Byam Shaw a poté na Chelsea College of Art and Design. Po promoci, Mori v roce 1992 odjela do New Yorku, kde se zúčastnila jednoletého studijního programu Whitney Museum.

### Soukromí
Žije a pracuje v New Yorku a Tokiu. Je vdaná za skladatele Kena Ikedu, který složil hudební doprovod k některým jejím dílům.

## Tvorba
Celá její tvorba je ovlivněna zájmem o technologie a spiritualitu, které používá jako prostředek k překonání sebe sama a svého vědomí. Běžné téma v její tvorbě je srovnávání východní mytologie se západní kulturou, často využívá vrstvení fotografie klasické a digitální, jako například v roce 1995 v instalaci Zrození hvězdy. Od té doby se na výrobě jejích  instalací, videoprodukcí a performancí podílí tým spolupracovníků i četní sponzoři.
Pozdnější práce jako například videoinstalace Nirvana nebo fotografie zasazená ve skle Pure Land ji ukazují jako bohyni, přesahující své rané role prostřednictvím technologie a image, opouští reálné městské scény a představuje více exotické krajiny. Dalšími opakujícími se zájmy v jejím díle jsou meziplanetární prostor a koloběh života, smrti a znovuzrození. Vytváří sochy, inspirované astrofyzikálními teoriemi jako je například Ekpyrotic String VI (2016–2017). 
Další díla: 
- Hraj si se mnou (Play With Me, 1994) – Mori se oblékla jako sexy kyborg se světle modrými vlasy, dlouhými copy, kovově modré erotické části těla, stříbrné plastové rukavice a oblečení.[2][3]
- Subway (1994) – Mori stála v tokijském metru oblečená jako kdyby právě přistála z vesmíru. Oblečená v kostýmu ze stříbrné metalízy s headsetem, mikrofonem a tlačítky na svém předloktí. Tato transformace prozkoumává různé identity.[3]Mariko Mori: Tom Na H-iu (objekt na jezeře v Hidě, Japonsko)

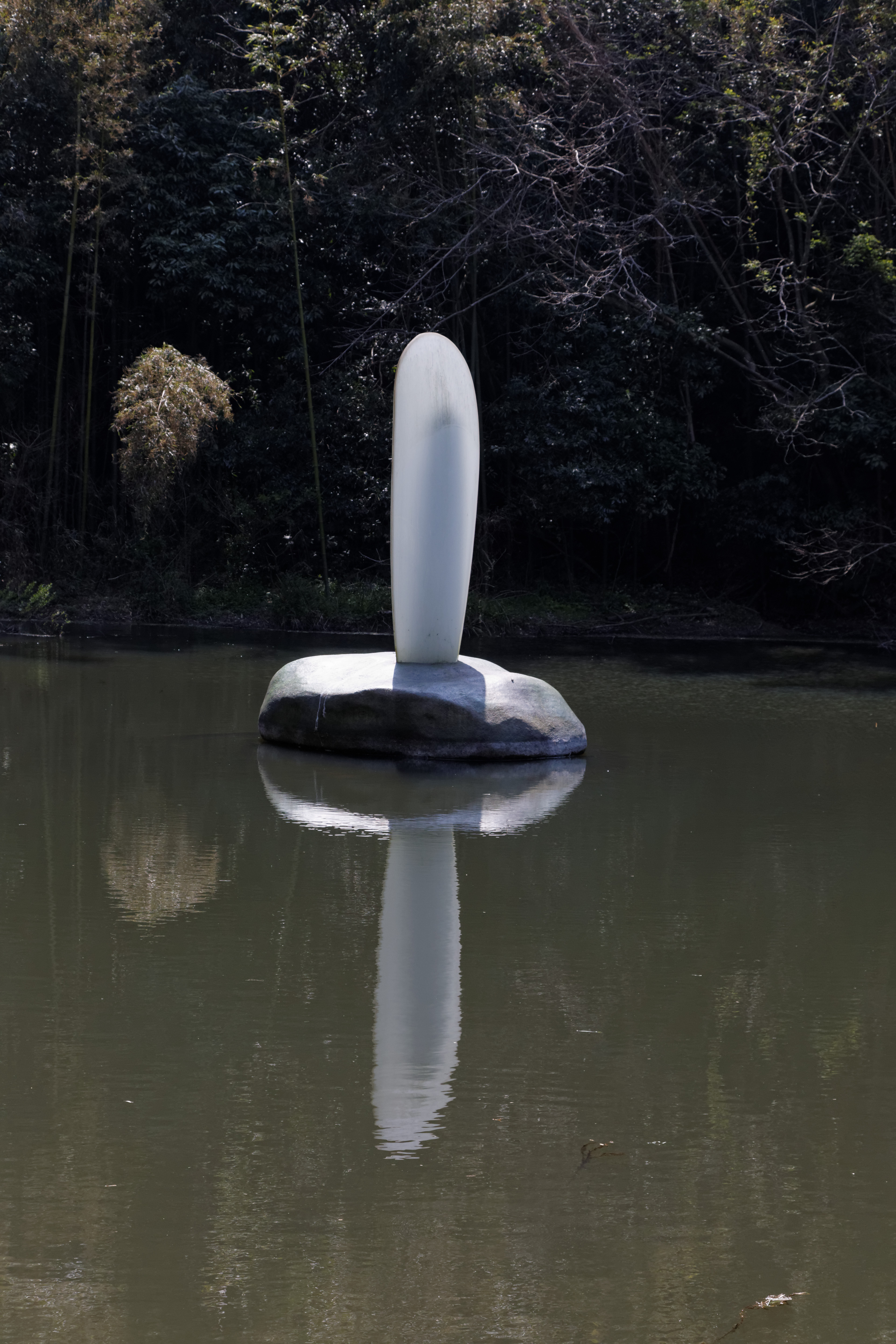
Mariko Mori: Tom Na H-iu (objekt na jezeře v Hidě, Japonsko)

- Empty Dream (1995) – Mori manipulovala s fotografiemi skutečného veřejného koupaliště, když do něj na několik míst vložila mořskou vílu z modrého plastu. Reagovala tak mimo jiné na rozvíjející se technologie a filozofie kolem stvoření člověka pomocí biotechnologie.[3] Pětipanelová instalace se zabývala fantazií, autenticitou versus padělkem a populární kulturou. Zobrazovala prázdnotu konzumní kultury, která je částečně důsledkem rychlého technologického a ekonomického úspěchu.
- Tea Ceremony (1995) – Mariko Mori pózovala jako kreslená postavička z kosmického věku a tokijská úřednice servírující čaj na chodníku.
- Dream Temple (1999) – kombinace architektury, počítačové grafiky, 3D efektů a virtuální reality se záměrem prozkoumat povahu lidského vědomí. Inspirace japonským chrámem z 8. století jako místem meditace.[1][4]
- Oneness (2002) – představuje rozměry spirituality, fotografie a módy. Autorka využívá v technologiích zcela nové trendy. Zabývá se mystikou a tématem UFO.[5]
- Wave UFO (1999–2003) – sochařský objekt a instalace s účastí diváka jsou výrazem zkoumání vztahu mezi jednotlivcem a propojeným vesmírem.[6] Objekt ve tvaru kapsle, připomínající vesmírnou loď, byl vystaven na Bienále v Benátkách v roce 2005.
- Tom Na H-iu (2006) – skleněný objekt stojící uprostřed jezírka obklopeného bambusovým hájem je propojen počítačem s observatoří Kamioka v Hidě v Japonsku a září, když obdrží data o neutrinech generovaných výbuchy supernov. Symbolizoval život a smrt v naší době.
- Ekpyrotic String VI (2016–2017) – bílá plastika ze skelných vláken a nerezové oceli s nekonečnými prstenci a křivkami připomínajícími Möbiův pás odrážející ekpyrotický model, který popisuje vesmír jako rozvíjející se v nikdy nekončícím kosmickém cyklu.

## Faou Foundation
Mariko Mori v roce 2010 založila Faou Foundation, uměleckou neziskovou organizaci se sídlem v New Yorku, s cílem zvýšit povědomí o přírodních pokladech naší planety a prostřednictvím stálých veřejných uměleckých instalací a souvisejících komunitních vzdělávacích programů propagovat myšlenku, že lidstvo a příroda mají stejnou hodnotu. Využívá umění jako prostředek k ochraně přírodních zdrojů a oslavě místních kultur. V rámci nadace chce Mori ve spolupráci s týmem inženýrů a spolupracovníků  postupně vytvořit šest uměleckých instalací po celém světě, které vzdávají hold a zdůrazňují přírodní prostředí různých oblastí.
Realizovaná díla:
- Primal Rhythm (2007) monumentální dvoudílná instalace  Sluneční sloup a  Měsíční kámen v zálivu ostrova Mijako
- Ring: One with Nature (2016) prsten o průměru 9 stop a 10 palců  nad vodopádem ve národním parku Cunhambebe v Muriqui, Mangaratiba, stát Rio de Janeiro
- Peace Crystal (2024)  křišťál o výšce průměrného moderního člověka, který měří 1,60 m, zdůrazňuje tělo jako schránku věčné duše. Po prezentaci na Benátském bienále bude předán instituci v Etiopii.

## Výstavy (výběr)
Mori vystavovala na významných uměleckých akcích po celém světě,  například na Singapurském bienále (2006), Benátském bienále (2024, 2005, 1997), bienále v Sydney (2000), Šanghajském bienále (2000) a bienále v São Paulu (2002).
Samostatné výstavy:
- Invisible dimension, 2018 v Sean Kelly, New York

- Rebirth, 2015 Art Gallery of Western Australia, Perth, 2013–2014 Japan Society, New York , 2012  Royal Academy of Arts, Londýn
- Oneness, 2011 Sao Paolo, Brazilia, Rio de Janeiro v Brazílii, 2008 Kijev, Ukrajina, 2007 Aarhus, Dánsko, Groningen, Holandsko, 2003 Deitch Project, New York
- Beginning of the End,  2000 Centre National de la Photographie, Paříž
- Mariko Mori, 2000  Galerie Emmanuel Perrotin Paříž, 1998 The Andy Warhol Museum  Pittsburgh, The Serpentine Gallery  Londýn, 1995  American Fine Arts Co. New York,

## Veřejné sbírky (výběr)
- Museum of Contemporary Art, Chicago[8]
- Muzeum moderního umění v New Yorku,
- Centre Georges Pompidou v Paříži
- Losangeleské muzeum umění
- The Kobe Fashion Museum
- The Prada Foundation
- Izraelské muzeum
- Museum of Contemporary Art, Miami
- Zellweger Foundation, Curych
- Obayashi Corporation
- Vancouver Art Gallery